# Yumi Matsutōya
Yumi Matsutōya (jap. 松任谷 由実, Matsutōya Yumi; * 19. Januar 1954 in Hachiōji als Yumi Arai (荒井 由実, Arai Yumi)), auch Yuming (ユーミン, Yūmin) genannt, ist eine japanische J-Pop-Sängerin und Songschreiberin.

## Leben
Sie wurde in Hachiōji bei Tokio als Yumi Arai geboren. Im Jahr 1972 debütierte sie mit ihrer Single Henji wa Iranai (in etwa: „Keine Antwort nötig“). Im darauffolgenden Jahr brachte sie ihr erstes Album Hikōki-gumo („Kondensstreifen“) heraus. 1976 heiratete sie ihren Produzenten Masataka Matsutōya und nahm seinen Familiennamen an. Die Texte ihrer Lieder sind auf Japanisch und Englisch verfasst.
Im Laufe ihrer Karriere hat sie bislang ca. 38 Millionen Singles und Alben verkauft. Ihr erfolgreichstes Album ist The Dancing Sun von 1994. Gemessen an den Verkaufszahlen, war Yumi Matsutōya bis 2001 die erfolgreichste Solokünstlerin Japans; heute steht sie an sechster Stelle.
Als Songschreiberin hat sie zahlreiche Texte für andere Musiker unter dem Namen Karuho Kureda (呉田 軽穂, Kureda Karuho) verfasst.

## Diskografie

### Alben
| Jahr | Titel                                                      | Höchstplatzierung, Gesamtwochen, AuszeichnungChartsChartplatzierungen (Jahr, Titel, Platzierungen, Wochen, Auszeichnungen, Anmerkungen) | Anmerkungen                                                      |
| Jahr | Titel                                                      | JP | Anmerkungen                                                      |
| ---- | ---------------------------------------------------------- | --- | ---------------------------------------------------------------- |
| 1973 | Hikōki Gumo (ひこうき雲)                                   | JP113 (16 Wo.)JP | Erstveröffentlichung: 20. November 1973 Verkäufe JP: + 268.870   |
| 1974 | Misslim                                                    | — | Erstveröffentlichung: 5. Oktober 1974 Verkäufe JP: + 274.590     |
| 1975 | Cobalt Hour                                                | — | Erstveröffentlichung: 20. Juni 1975 Verkäufe JP: + 462.290       |
| 1976 | 14banme no Tsuki (14番目の月)                              | — | Erstveröffentlichung: 20. November 1976 Verkäufe JP: + 336.740   |
| 1978 | Benisuzume (紅雀)                                          | — | Erstveröffentlichung: 5. März 1978 Verkäufe JP: + 168.230        |
| 1978 | Ryūsenkei ’80 (流線形’80)                                  | — | Erstveröffentlichung: 5. November 1978 Verkäufe JP: + 155.590    |
| 1979 | Olive                                                      | — | Erstveröffentlichung: 20. Juli 1979 Verkäufe JP: + 166.420       |
| 1979 | Kanashii Hodo Otenki (悲しいほどお天気)                    | — | Erstveröffentlichung: 1. Dezember 1979 Verkäufe JP: + 207.880    |
| 1980 | Toki no Nai Hotel (時のないホテル)                         | — | Erstveröffentlichung: 21. Juni 1980 Verkäufe JP: + 210.970       |
| 1980 | Surf and Snow Volume One                                   | JP29 (50 Wo.)JP | Erstveröffentlichung: 1. Dezember 1980 Verkäufe JP: + 432.960    |
| 1981 | Mizu no Naka no Asia e (水の中のAsiaへ)                    | — | Erstveröffentlichung: 5. Mai 1981 Verkäufe JP: + 142.690         |
| 1981 | Sakuban Oaisimashō (昨晩お会いしましょう)                  | — | Erstveröffentlichung: 1. November 1981 Verkäufe JP: + 523.790    |
| 1982 | Pearl Pierce                                               | — | Erstveröffentlichung: 21. Juni 1982 Verkäufe JP: + 487.980       |
| 1983 | Reincarnation                                              | — | Erstveröffentlichung: 21. Februar 1983 Verkäufe JP: + 493.420    |
| 1983 | Voyager                                                    | — | Erstveröffentlichung: 1. Dezember 1983 Verkäufe JP: + 668.940    |
| 1984 | No Side                                                    | — | Erstveröffentlichung: 1. Dezember 1984 Verkäufe JP: + 606.780    |
| 1985 | Da-Di-Da                                                   | — | Erstveröffentlichung: 5. Dezember 1985 Verkäufe JP: + 701.890    |
| 1986 | Yuming Visualive Da-Di-Da                                  | — | Erstveröffentlichung: 25. Juni 1986 Verkäufe JP: + 115.000       |
| 1986 | Alarm à la Mode                                            | — | Erstveröffentlichung: 29. November 1986 Verkäufe JP: + 684.970   |
| 1987 | Diamond Dust ga Kienumani (ダイアモンドダストが消えぬまに) | JP1 (24 Wo.)JP | Erstveröffentlichung: 5. Dezember 1987 Verkäufe JP: + 771.450    |
| 1988 | Delight Slight Light Kiss                                  | JP1 (53 Wo.)JP | Erstveröffentlichung: 26. November 1988 Verkäufe JP: + 1.584.310 |
| 1989 | Love Wars                                                  | JP1 ×2Doppeldiamant · (38 Wo.)JP | Erstveröffentlichung: 25. November 1989 Verkäufe JP: + 1.612.720 |
| 1990 | Tengoku no Door (天国のドア)                               | JP1 ×2Doppeldiamant · (22 Wo.)JP | Erstveröffentlichung: 23. November 1990 Verkäufe JP: + 1.975.080 |
| 1991 | Dawn Purple                                                | JP1 ×4Vierfachplatin · (18 Wo.)JP | Erstveröffentlichung: 22. November 1991 Verkäufe JP: + 1.901.060 |
| 1992 | Tears and Reasons                                          | JP1 ×4Vierfachplatin · (15 Wo.)JP | Erstveröffentlichung: 27. November 1992 Verkäufe JP: + 1.463.910 |
| 1993 | U-Miz                                                      | JP1 ×3Dreifachplatin · (17 Wo.)JP | Erstveröffentlichung: 26. November 1993 Verkäufe JP: + 1.382.460 |
| 1994 | The Dancing Sun                                            | JP1 ×2Doppeldiamant · (21 Wo.)JP | Erstveröffentlichung: 25. November 1994 Verkäufe JP: + 2.171.650 |
| 1995 | Kathmandu                                                  | JP1 ×3Dreifachplatin · (14 Wo.)JP | Erstveröffentlichung: 1. Dezember 1995 Verkäufe JP: + 1.339.960  |
| 1996 | Yumi Arai the Concert with Old Friends                     | JP5 Platin · (12 Wo.)JP | Erstveröffentlichung: 7. Dezember 1996 Verkäufe JP: + 268.000    |
| 1997 | Cowgirl Dreamin’                                           | JP1 Diamant · (14 Wo.)JP | Erstveröffentlichung: 28. Februar 1997 Verkäufe JP: + 789.000    |
| 1997 | Suyua no Nami (スユアの波)                                 | JP2 Platin · (12 Wo.)JP | Erstveröffentlichung: 5. Dezember 1997 Verkäufe JP: + 495.000    |
| 1999 | Frozen Roses                                               | JP3 Platin · (10 Wo.)JP | Erstveröffentlichung: 17. November 1999 Verkäufe JP: + 327.000   |
| 2001 | Acacia                                                     | JP2 Gold · (9 Wo.)JP | Erstveröffentlichung: 6. Juni 2001 Verkäufe JP: + 221.000        |
| 2002 | Wings of Winter, Shades of Summer                          | JP2 Gold · (13 Wo.)JP | Erstveröffentlichung: 20. November 2002 Verkäufe JP: + 182.000   |
| 2003 | Yuming Composition: Faces                                  | JP3 Platin · (10 Wo.)JP | Erstveröffentlichung: 17. Dezember 2003 Verkäufe JP: + 192.000   |
| 2004 | Viva! 6X7                                                  | JP5 Gold · (11 Wo.)JP | Erstveröffentlichung: 10. November 2004 Verkäufe JP: + 115.000   |
| 2006 | A Girl in Summer                                           | JP3 Gold · (13 Wo.)JP | Erstveröffentlichung: 24. Mai 2006 Verkäufe JP: + 125.271        |
| 2009 | And I Will Dream Again... (そしてもう一度夢見るだろう)     | JP4 Gold · (13 Wo.)JP | Erstveröffentlichung: 8. April 2009                              |
| 2011 | Road Show                                                  | JP2 Gold · (23 Wo.)JP | Erstveröffentlichung: 6. April 2011 Verkäufe JP: + 80.008        |
| 2013 | Pop Classico                                               | JP2 Gold · (31 Wo.)JP | Erstveröffentlichung: 20. November 2013                          |
| 2016 | Uchū Toshokan                                              | JP1 Gold · (33 Wo.)JP | Erstveröffentlichung: 2. November 2016                           |
| 2020 | Shinkai no machi                                           | JP3 Gold · (31 Wo.)JP | Erstveröffentlichung: 1. Dezember 2020                           |

grau schraffiert: keine Chartdaten aus diesem Jahr verfügbar

### Kompilationen
| Jahr | Titel | Höchstplatzierung, Gesamtwochen, AuszeichnungChartsChartplatzierungen (Jahr, Titel, Platzierungen, Wochen, Auszeichnungen, Anmerkungen) | Anmerkungen                                                      |
| Jahr | Titel | JP | Anmerkungen                                                      |
| ---- | --- | --- | ---------------------------------------------------------------- |
| 1976 | Yuming Brand | — | Erstveröffentlichung: 20. Juni 1976 Verkäufe JP: + 534.000       |
| 1977 | Album | — | Erstveröffentlichung: 25. Dezember 1977 Verkäufe JP: + 59.000    |
| 1979 | Yuming Brand Part II | — | Erstveröffentlichung: 21. November 1979                          |
| 1981 | Yuming Brand Part III | — | Erstveröffentlichung: 25. März 1981                              |
| 1987 | Yuming Singles 1972-1976 | — | Erstveröffentlichung: 25. März 1987 Verkäufe JP: + 9.000         |
| 1987 | Yuming History | — | Erstveröffentlichung: 28. November 1987 Verkäufe JP: + 139.000   |
| 1990 | Ketteiban: Yumi Arai Best Selection                                                                                                   | — | Erstveröffentlichung: 11. September 1990                         |
| 1992 | Yuming Collection | JP34 (7 Wo.)JP | Erstveröffentlichung: 21. September 1992 Verkäufe JP: + 4.000    |
| 1996 | Twins: Super Best of Yumi Arai | JP9 Gold · (30 Wo.)JP | Erstveröffentlichung: 28. August 1996 Verkäufe JP: + 269.000     |
| 1998 | Neue Musik: Yumi Matsutoya Complete Best Volume One                                                                                   | JP1 ×3Dreifachdiamant · (26 Wo.)JP | Erstveröffentlichung: 6. November 1998 Verkäufe JP: + 3.250.000  |
| 1999 | Yumi Matsutoya 1978–1989 | — | Erstveröffentlichung: 27. Januar 1999 Verkäufe JP: + 4.000       |
| 2001 | Sweet, Bitter Sweet: Yuming Ballad Best                                                                                               | JP1 ×3Dreifachplatin · (15 Wo.)JP | Erstveröffentlichung: 14. November 2001 Verkäufe JP: + 879.000   |
| 2004 | Yumi Arai 1972–1976 | JP39 (3 Wo.)JP | Erstveröffentlichung: 18. Februar 2004 Verkäufe JP: + 9.000      |
| 2007 | Seasons Colours: Spring / Summer Selection (春夏撰曲集)                                                                               | JP6 Gold · (29 Wo.)JP | Erstveröffentlichung: 7. März 2007 Verkäufe JP: + 114.412        |
| 2007 | Seasons Colours: Autumn / Winter Selection (秋冬撰曲集)                                                                               | JP3 Gold · (12 Wo.)JP | Erstveröffentlichung: 24. Oktober 2007 Verkäufe JP: + 80.432     |
| 2012 | Nihon no Koi to, Yuming to. The Best of Yumi Matsutoya 40th Anniversary (松任谷由実 40周年記念ベストアルバム 日本の恋と、ユーミンと.) | JP1 Diamant · (511 Wo.)JP | Erstveröffentlichung: 20. November 2012 Verkäufe JP: + 1.014.663 |
| 2018 | From Yuming, a Song of Love Yumin Kara no, Koi No Uta. (ユーミンからの、恋のうた。)                                                   | JP1 Platin · (71 Wo.)JP | Erstveröffentlichung: 11. April 2018 Verkäufe JP: + 226.405      |
| 2022 | Yūmin Banzai! (Yumi Matsutoya 50th Anniversary Best Album) (ユーミン万歳! ～松任谷由実50周年記念ベストアルバム～)                     | JP1 ×2Doppelplatin · (121 Wo.)JP | Erstveröffentlichung: 4. Oktober 2022 Verkäufe JP: + 440.011     |
| 2023 | Yuming Cheers!: Yumi Matsutoya 50th Anniversary Collaboration Best Album (ユーミン乾杯! ～松任谷由実50周年記念コラボベストアルバム～) | JP2 Gold · (20 Wo.)JP | Erstveröffentlichung: 20. Dezember 2023 Verkäufe JP: + 57.490    |
| 2024 | ユーミン万歳! | JP20 (2 Wo.)JP | Erstveröffentlichung: 26. Juni 2024                              |

grau schraffiert: keine Chartdaten aus diesem Jahr verfügbar

### Singles
| Jahr | Titel Album                                                             | Höchstplatzierung, Gesamtwochen, AuszeichnungChartsChartplatzierungen (Jahr, Titel, Album, Platzierungen, Wochen, Auszeichnungen, Anmerkungen) | Anmerkungen                                                  |
| Jahr | Titel Album                                                             | JP | Anmerkungen                                                  |
| ---- | ----------------------------------------------------------------------- | --- | ------------------------------------------------------------ |
| 1972 | Henji wa Iranai / Sora to Umi no Kagayaki ni Mukete –                   | — | Erstveröffentlichung: 1972                                   |
| 1973 | Kitto Ieru / Hikōkigumo –                                               | — | Erstveröffentlichung: 1973                                   |
| 1974 | Yasashisa ni Tsutsumaretanara / Maho no Kagami –                        | JP— Platin (Digital) + Gold (Streaming)JP | Erstveröffentlichung: 1974                                   |
| 1974 | 12-gatsu no Ame / Hitomi o Tojite –                                     | — | Erstveröffentlichung: 1974                                   |
| 1975 | Rouge no Dengon / Nani mo Kikanaide –                                   | JP— Gold (Streaming)JP | Erstveröffentlichung: 1975                                   |
| 1975 | Ano Hi ni Kaeritai / Sukoshidake Kataomoi –                             | — | Erstveröffentlichung: 1975                                   |
| 1976 | Kageriyuku Heya / Velvet Easter –                                       | — | Erstveröffentlichung: 1976                                   |
| 1977 | Shiokaze ni Chigirete / Shoutou Hikou –                                 | — | Erstveröffentlichung: 1977                                   |
| 1977 | Tōi Tabiji / Navigator –                                                | — | Erstveröffentlichung: 1977                                   |
| 1978 | Harujoon Himejoon / Tsumi to Batsu –                                    | — | Erstveröffentlichung: 1978                                   |
| 1978 | Irie no Gogo 3 ji / Shizuka na Maboroshi –                              | — | Erstveröffentlichung: 1978                                   |
| 1978 | Futō o Wataru Kaze / Kathleen –                                         | — | Erstveröffentlichung: 1978                                   |
| 1979 | Kishū / Inazuma no Shōjo –                                              | — | Erstveröffentlichung: 1979                                   |
| 1980 | Yosoyuki Gao de –                                                       | — | Erstveröffentlichung: 1980                                   |
| 1980 | Hakujitsumu / Tamerai –                                                 | — | Erstveröffentlichung: 1980                                   |
| 1980 | Hoshi no Rūjurian / 12 kai no Koibito –                                 | — | Erstveröffentlichung: 1980                                   |
| 1981 | Mamotte Agetai / Grace Slick no Shōzō –                                 | — | Erstveröffentlichung: 1981                                   |
| 1981 | Yūyami o Hitori / A Happy New Year –                                    | — | Erstveröffentlichung: 1981                                   |
| 1983 | Dandelion -Osozaki no Tampopo / Toki o Kakeru Shōjo –                   | — | Erstveröffentlichung: 1983                                   |
| 1984 | Voyager -Hizuke no Nai Bohyō / Aoi Fune de –                            | — | Erstveröffentlichung: 1984                                   |
| 1985 | Imadakara –                                                             | — | Erstveröffentlichung: 1985 feat. Kazumasa Oda & Kazuo Zaitsu |
| 1985 | Metropolis no Katasumi de / Pajama ni Raincoat –                        | — | Erstveröffentlichung: 1985                                   |
| 1988 | Sweet Dreams / Saturday Night Zombies –                                 | JP7 (12 Wo.)JP | Erstveröffentlichung: 25. Februar 1988                       |
| 1989 | Anniversary / Homework –                                                | JP2 Gold · (21 Wo.)JP | Erstveröffentlichung: 28. Juni 1989                          |
| 1992 | Ai no Wave / Roman no Dengon –                                          | JP— ×2DoppelplatinJP | Erstveröffentlichung: 1992 feat. Carl Smokey Ishii           |
| 1993 | Manatsu no Yo no Yume / Kaze no Sketch –                                | JP1 ×3Dreifachplatin · (19 Wo.)JP | Erstveröffentlichung: 26. Juli 1993                          |
| 1994 | Hello, My Friend / Good-bye Friend –                                    | JP1 ×3Dreifachplatin · (15 Wo.)JP | Erstveröffentlichung: 27. Juli 1994                          |
| 1994 | Haruyo, Koi –                                                           | JP1 Diamant + Gold (Streaming) · (22 Wo.)JP | Erstveröffentlichung: 24. Oktober 1994                       |
| 1995 | Inochi no Hana / Suna no Wakusei –                                      | — | Erstveröffentlichung: 20. Februar 1995 Promo-Single          |
| 1995 | Rondo / Midnight Scarecrow –                                            | JP2 Platin · (14 Wo.)JP | Erstveröffentlichung: 13. November 1995                      |
| 1996 | Machibuse –                                                             | JP5 Gold · (12 Wo.)JP | Erstveröffentlichung: 15. Juli 1996                          |
| 1996 | Saigo no Uso / Wasurekaketa Anata e no Merry Christmas –                | JP4 Platin · (14 Wo.)JP | Erstveröffentlichung: 16. Oktober 1996                       |
| 1997 | Kokuhaku / Moonlight Legend –                                           | JP10 Gold · (4 Wo.)JP | Erstveröffentlichung: 29. Januar 1997                        |
| 1997 | Sunny day Holiday / Yume no Naka de –                                   | JP10 Gold · (8 Wo.)JP | Erstveröffentlichung: 12. November 1997                      |
| 1999 | Lost Highway / Spinning Wheel –                                         | JP20 (3 Wo.)JP | Erstveröffentlichung: 3. November 1999                       |
| 2000 | Millennium –                                                            | JP7 (6 Wo.)JP | Erstveröffentlichung: 21. Januar 2000 feat. Pocket Biscuits  |
| 2000 | Partnership / So Long Long Ago –                                        | JP18 (4 Wo.)JP | Erstveröffentlichung: 20. September 2000                     |
| 2001 | Siawase ni Narutameni / Twins –                                         | JP6 Gold · (5 Wo.)JP | Erstveröffentlichung: 11. Januar 2001                        |
| 2001 | 7 Truths 7 Lies / Song for Bride / Tuxedo Rain / Anniversary –          | JP16 (8 Wo.)JP | Erstveröffentlichung: 25. April 2001                         |
| 2003 | Setsugekka / Northern Lights –                                          | — | Erstveröffentlichung: 5. Februar 2003                        |
| 2005 | Tsuite Yukuwa / Anata ni Todokuyouni –                                  | JP13 (7 Wo.)JP | Erstveröffentlichung: 1. Juni 2005                           |
| 2006 | Niji no Shita no Doshaburi de (虹の下のどしゃ降りで) –                  | JP22 (9 Wo.)JP | Erstveröffentlichung: 15. Februar 2006                       |
| 2007 | Niji no Shita no Doshaburi de / Smile Again –                           | JP19 (6 Wo.)JP | Erstveröffentlichung: 5. September 2007                      |
| 2010 | Dance no Yō ni Dakiyosetai (ダンスのように抱き寄せたい) / Baton Relay – | JP15 (6 Wo.)JP | Erstveröffentlichung: 26. Mai 2010                           |
| 2012 | Koi o Release (恋をリリース) –                                          | JP34 (3 Wo.)JP | Erstveröffentlichung: 14. März 2012                          |

## Auszeichnungen für Musikverkäufe
| Goldene Schallplatte - Hongkong - 1997: für das Album Cowgirl Dreaming - Japan - 2025: für das Streaming Hikouki Cloud (ひこうき雲) | Platin-Schallplatte - Japan - 2013: für die Single Hikouki Cloud (ひこうき雲) |

Anmerkung: Auszeichnungen in Ländern aus den Charttabellen bzw. Chartboxen sind in ebendiesen zu finden.
| Land/RegionAuszeichnungen für Musikverkäufe (Land/Region, Auszeichnungen, Verkäufe, Quellen) | Gold       | Platin       | Diamant       | Verkäufe   | Quellen    |
| -------------------------------------------------------------------------------------------- | ---------- | ------------ | ------------- | ---------- | ---------- |
| Hongkong (IFPI/HKRIA)                                                                        | Gold1      | —            | —             | 10.000     | ifpihk.org |
| Japan (RIAJ)                                                                                 | 22× Gold22 | 36× Platin36 | 12× Diamant12 | 28.500.000 | riaj.or.jp |
| Insgesamt                                                                                    | 23× Gold23 | 36× Platin36 | 12× Diamant12 |            |            |